# Margaret Beckett
Dame Margaret Beckett nata Jackson, baronessa Beckett (Manchester, 15 gennaio 1943) è una politica britannica, appartenente al Partito Laburista britannico, di cui è stata anche leader nel 1994. È stata membro della Camera dei Comuni per il collegio di Derby South dal 1983 al 2024. Inoltre è l'unica donna nel Regno Unito ad aver ricoperto l'incarico di Segretario di Stato per gli affari esteri e del Commonwealth.

## Biografia

### Gli inizi (1943-1979)
Nata in un quartiere alla periferia di Manchester (Ashton-under-Lyne), studiò ingegneria metallurgica all'Università di Manchester. Tra il 1966 ed il 1970 lavorò per l'università come tecnico dei laboratori di metallurgia. Nel 1970 entrò nel Partito Laburista, dove conobbe Lionel Beckett, che sposò nel 1979. Beckett è tuttora l'agente elettorale della moglie.
Nell'ottobre 1974 fu eletta alla Camera dei Comuni nel collegio di Lincoln. Lavorò come consulente per l'ufficio Sviluppo Internazionale dal 1974 al 1975 e, successivamente, fu Segretario privato parlamentare del ministro Joan Hart. Nel 1976 divenne sottosegretario all'Istruzione, incarico che mantenne fino al 1979, quando i laburisti furono sconfitti e Margaret Beckett perse il seggio alla Camera.

### All'opposizione (1979-1997)
Dopo la sconfitta del 1979, Margaret Beckett lavorò per quattro anni per l'emittente televisiva Granada, e si trasferì a Derby. Nel 1983 fu eletta per la seconda volta deputato nel collegio di Derby South e occupò ruoli di primo piano nel Governo ombra (Shadow Cabinet).
Nel 1992, in seguito alle dimissioni di Neil Kinnock, John Smith venne eletto nuovo leader dei Laburisti e la Beckett ne divenne il vice. L'improvvisa morte di Smith, nel maggio 1994, portò la Beckett alla guida provvisoria del partito fino al Luglio dello stesso anno. Quando si votò per il nuovo capo del partito, Tony Blair vinse con un'ampia maggioranza. La Beckett perse il ruolo di vice-leader e fu sostituita da John Prescott. Dal 1994 al 1997 fu ministro del governo ombra per la Sanità (1994-1995) e, in un secondo momento, dell'Industria (1995-1997).

### Al governo (1997-2007)
La vittoria dei laburisti del Maggio 1997 portò al governo un partito i cui principali esponenti non avevano esperienza amministrativa. Soltanto Margaret Beckett, nominata Ministro dell'Industria, aveva ricoperto incarichi di governo. Lasciò il posto a Peter Mandelson nel 1998, per diventare capogruppo del partito alla Camera dei Comuni. Dopo la vittoria laburista alle elezioni del 2001, rientrò nell'esecutivo come Ministro dell'Ambiente e dell'Agricoltura, impegnandosi nella preparazione di misure contro gli effetti del surriscaldamento globale.
Nel 2006, a sorpresa, sostituì Jack Straw al ministero degli Esteri. Margaret Beckett era allora (e, di fatto, lo è tuttora) un'esponente di spicco dell'ala sinistra del partito laburista, vicina ai sindacati e contraria allo spostamento verso l'elettorato di centro intrapreso da Blair. Durante il periodo di carica al Foreign Office non si mise mai in contrasto con le decisioni del primo ministro riguardo alla crisi iraniana e alla guerra in Libano. Ciò attirò le critiche dell'opposizione e di alcuni colleghi di partito, tra cui il suo predecessore. Il 28 giugno 2007 il neo-primo ministro Gordon Brown la sostituì con David Miliband.
Non si ricandidò alle elezioni generali del 2024.